# Córka Rosie O’Grady
Córka Rosie O’Grady (ang. The Daughter of Rosie O’Grady) – amerykański film komediowy z 1950 roku, w reżyserii Davida Butlera. W rolach głównych występują June Haver oraz Gordon MacRae. Film został wyemitowany przez TCM 8 kwietnia 2011 roku.

## Obsada
- June Haver – Patricia O’Grady
- Gordon MacRae – Tony Pastor
- Debbie Reynolds – Maureen O’Grady
- Gene Nelson – Doug Martin
- James Barton – Dennis O’Grady
- S. Z. Sakall – Miklos 'Mike' Teretzky
- Marcia Mae Jones – Katie O’Grady
- Jane Darwell – pani Murphy